# Pavel Badea
Pavel Badea (nacido el 10 de junio de 1967) es un exfutbolista rumano que se desempeñaba como centrocampista.
Pavel Badea jugó 9 veces y marcó 2 goles para la selección de fútbol de Rumania entre 1990 y 1992.

## Trayectoria

### Clubes
| Club                        | País          | Año         |
| --------------------------- | ------------- | ----------- |
| CS Universitatea Craiova FC | Rumania       | 1984 - 1991 |
| FCU Craiova 1948            | Rumania       | 1991 - 1992 |
| Lausanne-Sport              | Suiza         | 1992 - 1995 |
| FCU Craiova 1948            | Rumania       | 1995 - 1996 |
| Suwon Samsung Bluewings     | Corea del Sur | 1996 - 1998 |
| Bellmare Hiratsuka          | Japón         | 1998 - 1999 |
| Kashiwa Reysol              | Japón         | 1999        |
| Avispa Fukuoka              | Japón         | 2000 - 2001 |
| Extensiv Craiova            | Rumania       | 2001 - 2002 |
| FCU Craiova 1948            | Rumania       | 2002 - 2004 |

### Selección nacional
| Selección | País    | Año         |
| --------- | ------- | ----------- |
| Absoluta  | Rumania | 1990 - 1992 |

## Estadística de equipo nacional
| Selección de fútbol de Rumania | Selección de fútbol de Rumania | Selección de fútbol de Rumania |
| Año                            | Part.                          | Goles                          |
| ------------------------------ | ------------------------------ | ------------------------------ |
| 1990                           | 3                              | 1                              |
| 1991                           | 4                              | 0                              |
| 1992                           | 2                              | 1                              |
| Total                          | 9                              | 2                              |